# Blikstorp
Blikstorp è un'area urbana della Svezia situata nel comune di Hjo, contea di Västra Götaland.
La popolazione rilevata nel censimento 2010 era di 222 abitanti .